# Pleurothallis aporosis
Pleurothallis aporosis är en orkidéart som beskrevs av Carlyle August Luer. Pleurothallis aporosis ingår i släktet Pleurothallis och familjen orkidéer. Inga underarter finns listade i Catalogue of Life.